# 馬洛洛斯國會
馬洛洛斯國會（Malolos Congress），又称革命大會，正式名稱為國民議會，是菲律賓革命政府的立法機構。馬洛洛斯國會的成員是在1898年6月23日至9月10日舉行的選舉中選出的。包括在省議會中通過投票選出的代表和由總統選出的委任代表。馬洛洛斯國會於1898年9月15日在菲律賓布拉干省馬洛洛斯的Barasoain教堂開幕，埃米利奧·阿奎納多總統主持了大會開幕式。
1899年1月22日馬洛洛斯憲法頒布後，菲律賓共和國取代了革命政府，馬洛洛斯國會成為菲律賓共和國的立法部門，在憲法中指定為眾議院。